# Devons Road (DLR)
Devons Road (en anglais : Devons Road DLR Station), est une station, de la branche nord, de la ligne de métro léger automatique Docklands Light Railway (DLR), en zone 2 Travelcard. Elle est située sur la Devons Road, à Bromley-by-Bow (en) dans le borough londonien de Tower Hamlets sur le territoire du Grand Londres.

## Situation sur le réseau

Plan de la ligne du métro léger DLR.

Située en surface, Devons Road (DLR) est une station de la branche nord du Docklands Light Railway, située entre les stations : Bow Church, en direction du terminus nord Stratford, et Langdon Park, en direction de la station de bifurcationPoplar (DLR),. Elle est en zone 2 Travelcard.
La plateforme de passage dispose de deux quais latéraux encadrant les deux voies de la ligne.

## Histoire
La station Devons Road est mise en service le 31 août 1987 par le Docklands Light Railway lorsqu'il ouvre la section de Stratford à Island Gardens,.
En 2016, la fréquentation de la station est de 2,553 millions d'utilisateurs.

## Services aux voyageurs

### Accès et accueil
Donnant sur la Devons Road, la station est accessible aux personnes à la mobilité réduite.

### Desserte
La station Devons Road DLR est desservie par les rames des relations : Stratford - Canary Wharf, ou Lewisham aux heures de pointe du lundi au vendredi, et Stratford International - Woolwich Arsenal,.

Installations et desserte
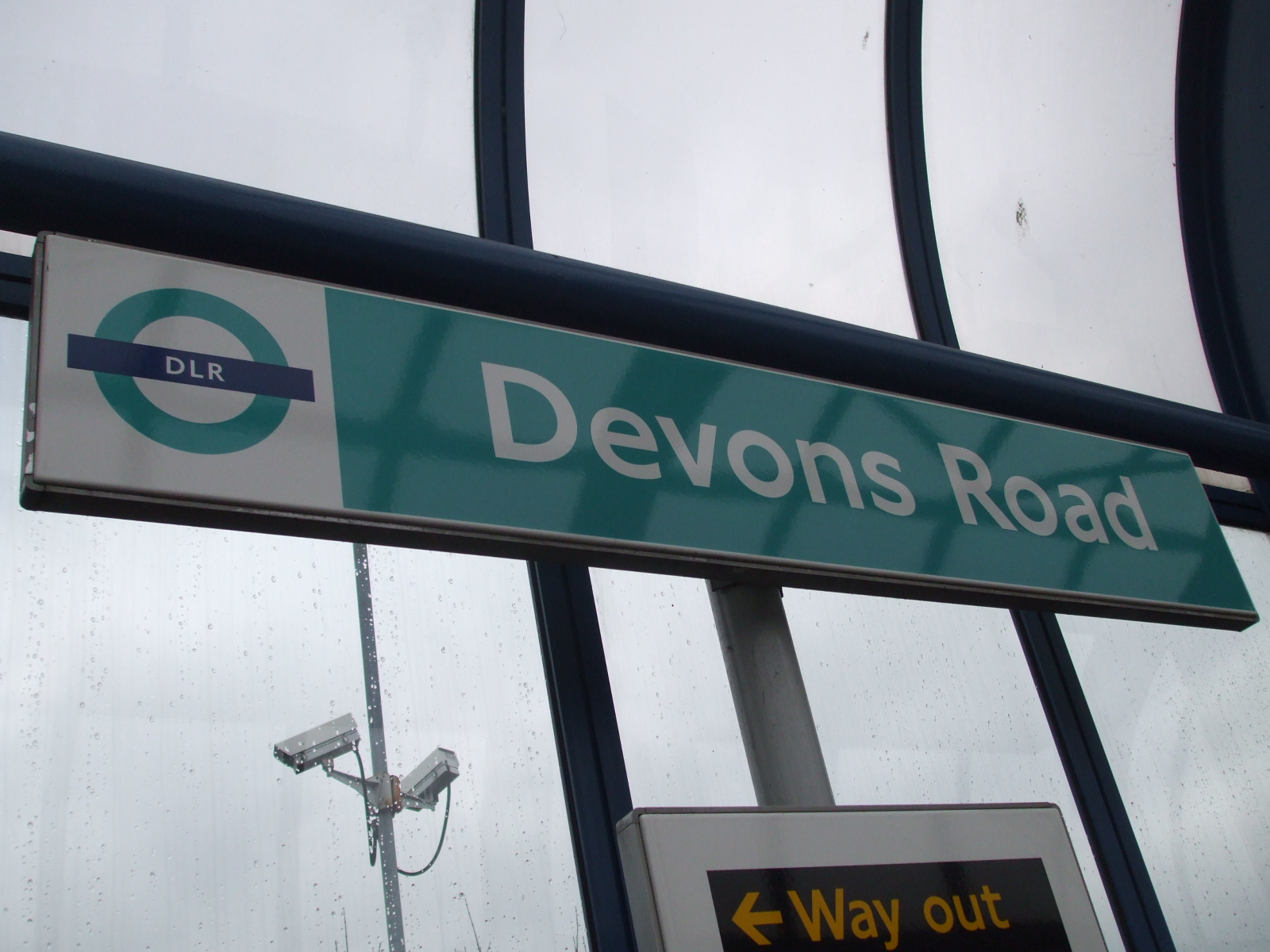
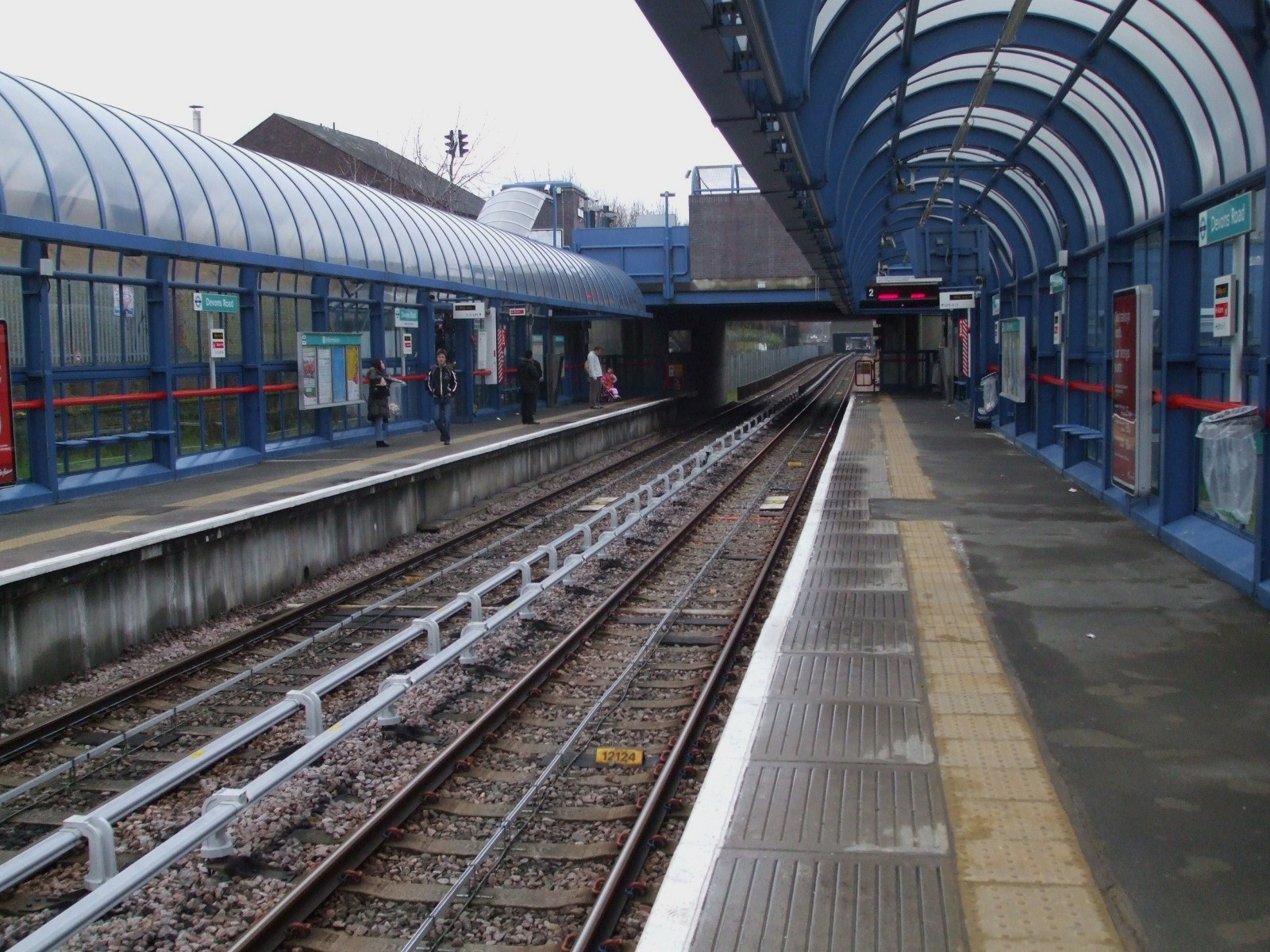
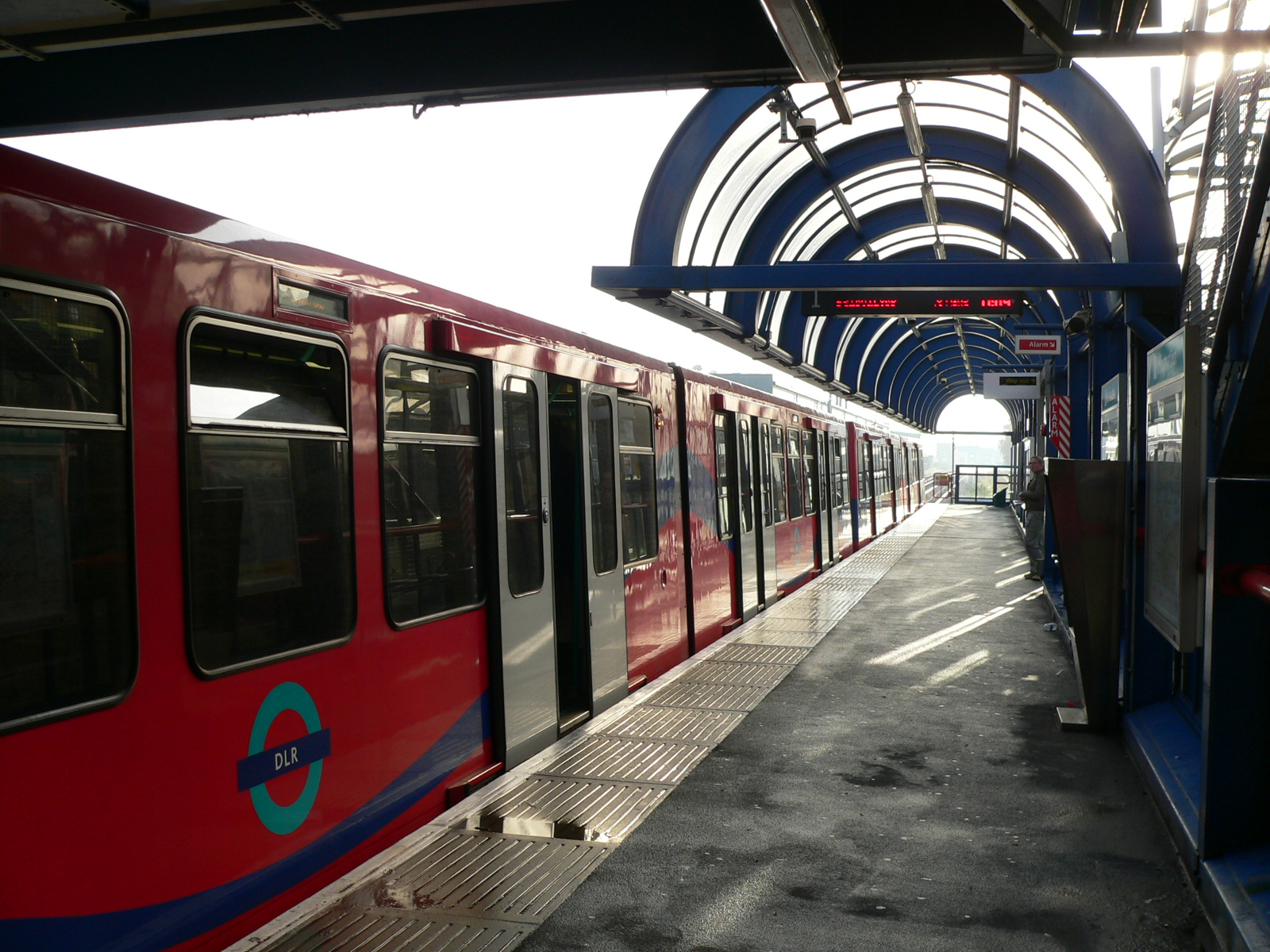

### Intermodalité
La station est desservie par les Autobus de Londres de la ligne 323.

## À proximité
- Bromley-by-Bow (en)